# Zespół Bööka
Zespół Bööka (ang. Böök's syndrome) – bardzo rzadki zespół wad wrodzonych, na którego obraz kliniczny składają się aplazja zębów przedtrzonowych, hyperhidrosis i przedwczesne siwienie (canities prematura). Dziedziczenie jest autosomalne dominujące. Jednostkę chorobową przedstawił w pracy z 1950 roku J. A. Böök